# Bob Esponja (personatge)
Bob Esponja Calçacurta (en anglès i originàriament: «SpongeBob SquarePants») és un personatge de ficció creat per Stephen Hillenburg. Protagonitza la sèrie d'animació epònima, a més de tres films i de diverses altres obres.

## A la sèrie
Bob Esponja és una esponja marina amb una personalitat infantívola i alegre que viu a la ciutat fictícia de Baixos de Bikini i treballa com a cuiner al restaurant El Cranc Cruixent. En la versió original en anglès, rep la veu de Tom Kenny, mentre que la seva veu catalana fou doblada per Albert Mieza. Aparegué per primera vegada a l'episodi primer, «Help Wanted», el primer de maig del 1999.

## Creació
El personatge va néixer de la mà de Stephen Hillenburg, professor de biologia marina i creador de la sèrie. La personalitat innocent i ximple de Bob Esponja es basà en aquella del duo Laurel i Hardy. El nom original del personatge era SpongeBoy («noi esponja»), però fou canviat, car aquest nom ja estava en ús per un altre producte comercial.
Els gerents de Nickelodeon insistien que Bob Esponja havia d'ésser un infant d'escola, si bé Hillenburg volia que fos un adult. Aquest fet gairebé dugué tota la sèrie a la cancel·lació, però arribaren a un acord en què Bob Esponja estudiaria a una autoescola, que seria aquella de la Senyora Bota.

## Llegat
En tant que un dels personatges més influents de la història de l'animació, Bob Esponja ha tingut diverses influències i aparicions. L'any 2002, esdevingué popular entre persones homosexuals, si bé Hillenburg especificaria després que Bob Esponja és asexual. El 2007, Barack Obama afirmà que era el seu personatge fictici preferit. Quan la revista científica Mycologia descriví per primera vegada una nova espècie de fongs esponjosos el 2011, els anomenà Spongiforma squarepantsii, en referència al personatge. El 2018, en la votació per la presidència de l'entitat emissora espanyola RTVE, un diputat votà «Bob Esponja» en to de broma.
Entre les aparicions, és tradicional que el personatge formi part de la Macy's Thanksgiving Day Parade cada any des del 2004. A més, Bob Esponja esdevingué el primer personatge fictici en aparèixer al museu de cera Madame Tussauds el 2009, i el programa de televisió satíric català Polònia en feu una paròdia amb el personatge «Bob l'Estatut», introduït el 2010.